# Valsot
Valsot – gmina w Szwajcarii, w kantonie Gryzonia, w regionie Engiadina Bassa/Val Müstair. Powstała 1 stycznia 2013 z połączenia gmin Ramosch i Tschlin.

## Demografia
W Valsot mieszka 826 osób. W 2020 roku 7,7% populacji gminy stanowiły osoby urodzone poza Szwajcarią. 

## Transport
Przez teren gminy przebiega droga główna nr 27.